# صالح أباد (فتح أباد)
صالح أباد (بالفارسية: صالح‌آباد) هي قرية تقع في إيران في Fathabad Rural District. يقدر عدد سكانها بـ 157 نسمة .